# Charles Cagniard de la Tour
Charles Cagniard de la Tour (31 de març de 1777 - 5 de juliol de 1859) va ser un científic i enginyer francès.

## Biografia
Charles Cagniard nasqué a París, assistí a l'École Polytechnique obtenint el títol d'ingénieurs géographic. Va ser fet baró el 1818. Morí a París.

## Recerca
Va fer nombrosos invents incloent la cagniardelle, una màquina de bufar que era un cargol d'Arquimedes posada obliqua en un dipòsit d'aigua.
Millorà la sirena en la qual el nombre de vibracions es correspon amb el so.
El 1822, descobrí el punt crític termodinàmic d'una substància experimentant amb una bala de pedernal dins un canó.